# 川端祐樹
川端 祐樹（かわばた ゆうき、1971年〈昭和46年〉10月10日 - ）は、日本の政治家。元熊本県上天草市長（2期）。

## 経歴
熊本県出身。熊本県立宇土高等学校を経て、産業能率大学経営情報学部卒。卒業後は勧角証券（のちみずほインベスターズ証券）に入る。のち大矢野町（現・上天草市）役場に入る。2004年〈平成16年〉大矢野町は合併で上天草市となり、上天草市職員となる。2007年〈平成19年〉当時の市長の辞職による市長選挙に立候補し、当選する。上天草市長は2期務め、2期目途中の2014年〈平成26年〉前副市長が収賄で逮捕、その責任を取り、市長を辞職。翌2015年〈平成27年〉の熊本県議会議員選挙に無所属で立候補したが、落選した。